# Dimitry Bogomolov
Dmitry Bogomolov  ou Dimitry Bogomolov (Omsk, 21 de novembro de 1976) é um  actor russo. Atualmente reside em Portugal.

## Filmografia
| Ano  | Título         | Papel           |
| ---- | -------------- | --------------- |
| 2004 | Noite Escura   | Fyodor          |
| 2004 | André Valente  | Nicolai         |
| 2004 | Inspector Max  | Dimitri / Peter |
| 2007 | The Lovebirds  | Drago           |
| 2008 | Casos da Vida  | Lucas           |
| 2009 | Duas Mulheres  |                 |
| 2010 | Lua Vermelha   | Máximo          |
| 2013 | Dancin' Days   |                 |
| 2016 | Amor Maior     | Sílvio Garcia   |
| 2017 | Sim, Chef!     | Timóteo         |
| 2017 | Espelho d'Água | Serguei         |